# Telecomunicaciones de Nicaragua
Las telecomunicaciones en Nicaragua basadas en la electricidad iniciaron a finales del siglo XIX con la instalación del tendido de la red de telegrafía, primero, y luego con telefonía. En la tercera década del siglo XX comienzan las primeras transmisiones radiales. 
En Nicaragua se estima que las telecomunicaciones representan el 5 % del PIB.

## Prensa
Después de la Independencia de Centroamérica en 1821 inició la era del Periodismo nicaragüense, "el primer periódico de frecuencia diaria", "Diario de Nicaragua" se publicó el 1 de marzo de 1884 por Rigoberto Cabezas, reconocido como "Fundador del Diarismo Nicaragüense".

## Telégrafo
El telégrafo en Nicaragua surgió mediante un decreto firmado por el presidente de la República Pedro Joaquín Chamorro y Alfaro, un 30 de marzo de 1875. La obra fue encomendada al Sr. Emilio Benard, ministro de Hacienda y Crédito Público, quien en despacho 674 del 17 de julio, escribió al Cónsul de Nicaragua en Nueva York, Alexander Gothead, para que se encargara de buscar lo necesario en relación con el telégrafo. 
El servicio de telégrafo fue reglamentado mediante Decreto Ejecutivo del 25 de noviembre de 1876 y "el primer despacho telegráfico de prueba" se trasmitió en diciembre de 1876.
"La primera comunicación por telégrafo en Nicaragua" fue realizada en el Palacio Nacional en 1879, a través de una demostración realizada por un norteamericano, la cual fue presenciada por el presidente Joaquín Zavala Solís y su Gabinete en pleno.
El 15 de septiembre de 1899 se aprobó el Acuerdo Presidencial que acordaba el "Reglamento de Telégrafos de la República de Nicaragua", publicado en La Gaceta, Diario Oficial del 04 al 17 de marzo de 1900 durante la presidencia de José Santos Zelaya.

## Radio
La radio en Nicaragua comienza en la tercera década del siglo XX, actualmente cuenta con más de 100 emisoras de radio y más de un millón de equipos de sintonía radiofónica.
Radio Bayer fue "la primera radio comercial" que operó en Managua con el eslogan "Si es Bayer es Buena". Su frecuencia era 5785 y 1230 kilociclos onda corta, 500 vatios de potencia (autorizada el 27 de marzo de 1933). Tenía un perfil musical y de complacencias durante 3 horas diarias. Su propietario fue Edmundo Salomón Tefel asociado con el radio técnico alemán Ernesto Andreas.

## Telefonía
La telefonía en Nicaragua comienza en el siglo XIX, su prefijo telefónico es "505", su prefijo de llamadas es "00". 
Cuenta con más de 320 mil líneas telefónicas fijas.
Tiene conexión satelital mediante los sistemas de comunicaciones Intelsat desde 1964 e Intersputnik desde 1980.

## Televisión
La televisión en Nicaragua inicia en 1958 con las transmisiones de Canal 6 propiedad de la familia Somoza.

## Telefonía móvil
La telefonía móvil en Nicaragua inició en 1993 con la creación de la empresa "Telefonía Celular de Nicaragua" (NICACEL), que luego fue adquirida por BellSouth y ésta en 2005 vendió sus operaciones en Centroamérica a Movistar Móviles de Centroamérica. 
Las principales empresas operadoras de telefonía móvil son Claro y Tigo de Millicom. La primera opera una red GSM 1900 con cobertura extendida y una UMTS 850 MHz con cobertura en gran parte del país.
A mediados de 2020 se estimaban más de cinco millones de líneas telefónicas móviles, porque más de 1.3 millones de personas residentes en el país tienen dos o más telefónos móviles.

## Internet
Internet llega al país en 1989 y actualmente se conecta a la red mediante la red de cableado submarino ARCOS-1.
El dominio de nivel superior geográfico (ccTLD) para Nicaragua es .ni y fue el quinto ccTLD delegado en América Latina, gracias al impulso de Cornelius Hopmann reconocido como el "Precursor de la Computacion y la Internet en Nicaragua". Es administrado por la Universidad Nacional de Ingeniería desde su introducción un 13 de octubre de 1989.
Tiene un total de 298 mil hosts. 
Cuenta con 770 mil usuarios, 95 mil subscriptores de red fija y 58 mil subscriptores de red móvil.